# Las Navas de la Concepción
Las Navas de la Concepción és una localitat de la província de Sevilla, Andalusia, Espanya. L'any 2005 tenia 1.831 habitants. La seva extensió superficial és de 63 km² i té una densitat de 29,1 hab/km². Les seves coordenades geogràfiques són 37° 56′ N, 5° 27′ O. Està situada a una altitud de 436 metres i a 99 kilòmetres de la capital de la província, Sevilla.

## Demografia
| 1996  | 1998  | 1999  | 2000  | 2001  | 2002  | 2003  | 2004  | 2005  |
| ----- | ----- | ----- | ----- | ----- | ----- | ----- | ----- | ----- |
| 1.926 | 1.899 | 1.905 | 1.888 | 1.886 | 1.886 | 1.863 | 1.848 | 1.831 |